# Эфир в норме
«Эфир в норме» — второй студийный альбом группы «CENTR», выпущенный 21 октября 2008 года. В альбом вошло 15 композиций. По версии сайта «Rap.ru» «Эфир в норме» стал лучшим альбомом 2008 года.

## История создания и продвижение альбома
История написана со слов Slim’a в интервью для UGW.RU, а также из других источников.

### Запись альбома
После выпуска альбома «Качели» и клипа на песню «Город Дорог» к группе пришёл огромный успех. О ней стали узнавать во всех уголках страны, а песню «Город Дорог» крутили многие радиостанции. Группа гастролировала и давала около четырёх концертов в месяц.
После появилась задача записи второго альбома. Как только начались записи треков для альбома, студию «ЦАО Records» пришлось закрыть, так как здание, где она находилась, должны были сносить, ребятам пришлось искать другие студии для записи. На помощь пришла другая рэп-группа — «Rap City», в которую входили два участника — Глаз и Вайт, с которыми Guf и Птаха записали скит в 2007 году для их альбома «Ва-Банк». Участники «Rap City» предоставили группе «CENTR» свою студию «RC-Rec», на которой было записано много материала для альбома. Также группе удалось поработать на студии «Аник Рекордз», на которой записывали треки для альбома Guf’a «Город Дорог» и треки для альбома «Этажи» группы «Дымовая Завеса».

### Презентация альбома
После полной записи альбома группа объявила, что 22 октября 2008 года начнутся продажи альбома и в этот же день пройдёт его презентация в клубе «Tuning Hall» в Москве. Для привлечения публики к концерту-презентации было решено устроить конкурс на розыгрыш трёх билетов на презентацию. По условию конкурса надо было ответить на три вопроса о альбоме. По окончании конкурса вместо трёх победителей было отобрано пять, которые получили по два билета каждый.
Презентация прошла, как и планировалось. Поддержать группу пришли 4500 человек. Билеты были раскуплены задолго до начала мероприятия, даже 500 штук, оставленных специально для иногородних поклонников, моментально разлетелись перед самим концертом. На презентации присутствовали родители всех участников коллектива. Также на сцене появились многие, кто принимал участие в создании альбома: Ноггано, 5Плюх, Принцип, Сидр, Стриж, ТАHDEM Foundation, Джино (1000 слов). Рэпер Смоки Мо не смог выступить на презентации, так как у него был концерт в Самаре. Также на презентации не прозвучал трек «Земля под ногами».

## Общая информация
- Альбом несколько недель находился на первом месте Российского чарта продаж[10].
- На данный момент альбому присвоен золотой статус с тиражом более 50’000 копий[источник не указан 627 дней].
- 17 февраля 2009 года в продажу поступил концертный DVD, материал для которого был снят и записан во время презентации[11].
- Песню «Земля Под Ногами» хотели взять на саундтрек к фильму «Индиго», но этого так и не случилось.
- Песня «Трафик» также вошла на третий альбом Смоки Мо «Выход Из Темноты»[12].
- В данный момент на песни «Ночь»[13], «Трафик»[14] и «Легко Ли Быть Молодым»[15] сняты клипы.

## Рецензии
Задав российскому хип-хопу новую планку коммерческого успеха, московское трио записало альбом, который удивляет разве что предсказуемостью (и судя по тому, что группу оставил Guf, не только слушателей). Скверная романтика подъездов все так же нуждается, чтобы её воспели - но не на скорую руку.
```
— пишет Иван Напреенко в журнале 
Rolling Stone
[
16
]
.
```

У CENTR’а, и в большей степени у Guf'а, получалось говорить о простых явлениях простыми словами - но так, что это взрывало мозг. На альбоме «Эфир. В норме» таких моментов, надо признать, гораздо меньше.
```
— пишет Андрей Никитин на сайте Rap.ru
[
17
]
.
```

## Список композиций
| №   | Название                                                    | Текст песни                                            | Музыка    | Длительность |
| --- | ----------------------------------------------------------- | ------------------------------------------------------ | --------- | ------------ |
| 1.  | «Как настроение?»                                           | Guf                                                    | Slim      | 1:39         |
| 2.  | «Легко ли быть молодым»                                     | Guf, Slim, Птаха                                       | Slim      | 4:02         |
| 3.  | «Будни» (при уч. Принцип, TAHDEM Foundation, Стриж, 5 Плюх) | Принцип, Slim, Guf, Slamo, Мафон, Птаха, 5 Плюх, Стриж | Slim      | 6:26         |
| 4.  | «В норме» (при уч. Словетский (Константа))                  | Slim, Птаха, Guf, Словетский                           | Slim      | 5:01         |
| 5.  | «Ночь» (при уч. Fame, Тати)                                 | Slim, Guf, Fame, Птаха, Тати                           | Slim, Ант | 4:27         |
| 6.  | «Бабуля (скит)»                                             | Slon                                                   | —         | 0:13         |
| 7.  | «Земля под ногами»                                          | Птаха, Guf, Slim                                       | Slim      | 3:11         |
| 8.  | «Опоздание»                                                 | Slim, Птаха, Guf                                       | Slim      | 4:44         |
| 9.  | «Качели часть 2» (при уч. Ноггано)                          | Ноггано, Guf, Slim                                     | Ноггано   | 5:39         |
| 10. | «На запад» (при уч. Константы)                              | Slim, Guf, Митя Северный, Словетский                   | Slim      | 4:45         |
| 11. | «Мне звонят ВСЕ (скит)»                                     | Эдгар По                                               | Slim      | 2:46         |
| 12. | «Трафик» (при уч. Смоки Мо)                                 | Slim, Смоки Мо, Guf                                    | Смоки Мо  | 4:27         |
| 13. | «Соседи»                                                    | Птаха, Guf, Slim                                       | Slim      | 4:20         |
| 14. | «Монолог»                                                   | Птаха                                                  | Slim      | 2:42         |
| 15. | «Под сто»                                                   | Slim, Guf, Птаха                                       | Slim      | 4:13         |

## Участники записи
Сведения взяты из буклета альбома.
- Сведение: NaF (1, 7, 8, 10, 13), Андрей Николаев (2, 3, 4, 5, 14, 15), Купэ и Ноггано (9), Sin & Bigg (12)
- Мастеринг: Андрей Николаев («Аник рекордз»)
- Скрейчи: DJ Shved, DJ Booch, DJ Бэка (9)
- Дизайн обложки: 5NAK[18]

| - Слова: Guf (1, 2, 4, 5, 7—10, 12, 13, 15), Slim (2—5, 7—10, 12, 13, 15), Птаха (2—5, 7, 8, 13—15), Принцип (3), Slamo (3), Мафон (3), 5 Плюх (3), Стриж (3), Валик Словетский (4, 10), Fame (5), Тати (5) Slon (6), Ноггано (9), Митя (10), Эдгар По (11), Смоки Мо (12) | - Музыка: Slim (1—5, 7, 8, 10, 11, 13—15), Ант (5), Ноггано (9), Смоки Мо (12) |